# Людмила Бударьова
Людмила Бударьова (на немски: Ludmila Budar, на горнолужишки: Ludmila Budarjowa) е немски учен и преподавателка от лужишки произход. Специализира славистика, русистика и сорабистика. Председател на Дружеството на лужишките училища. Тя е член на Горнолужичката езикова комисия.

## Биография
Родена е на 7 април 1949 г. в село Остро в Съветската окупационна зона (разположено в дн. окръг Бауцен, провинция Саксония, Германия). През 1967 г. завършва гимназия. От 1967 до 1971 г. учи славистика, русистика, сорабистика и педагогика в Лайпцигския и Воронежкия университети. От 1971 до 1974 г. работи като учителка в община Гьоде. През 1989-90 г. тя участва в дейността на Лужишкото национално събрание, което се застъпва за реформиране на лужичката културно-обществена организация „Домовина“. От 1990 г. е заместник-председателка, а от 1995 до 2003 г. е ръководителка на един от отделите на „Домовина“. От 1991 г. тя оглавява Дружеството на сръбските училища (Serbske šulske towarstwo). От 2007 до 2012 г. е член на настоятелството на наградата „Якуб Чишински“. От 2004 г. до пенсионирането си през 2012 г. работи като научен сътрудник в отдела по лингвистика на Сърболужишкия институт.

## Съчинения
- Słownik hornjoserbsko-němski / Wörterbuch Obersorbisch-deutsch. Leiterin des Autorenkollektivs: Ludmila Budarjowa; Autoren: Bjarnat Rewjerk, Kata Malinkowa, Lora Kowarjowa, Budyšin, LND, 1990, S. 319
- Zum sorbischen Schulwesen in Deutschland unter besonderer Darstellung der aktuellen Situation im Freistaat Sachsen. Autoren: Ludmila Budar, Sebastian Handrick, Helge Paulig und Helene Pech, in: EUROPA REGIONAL 10 (2002) 2, Institut für Länderkunde Leipzig (Hrsg.), S. 75-80
- Wuwiće serbsko-němskeje dwurěčnosće pola předšulskich dźěći — metody přepytowanja a prěnje wuslědki. / Die Entwicklung der sorbisch-deutschen Zweisprachigkeit bei Vorschulkindern — Untersuchungsmethoden und erste Ergebnisse. Ludmila Budar und Jana Šołćina In: Rozhlad 55, 9/10, S. 349—359
- 10 Jahre Witaj® — Modellprojekt des Sorbischen Schulvereins e.V. In: Witaj a 2plus wužadanje za přichod / Witaj und 2plus — eine Herausforderung für die Zukunft. Sorbischer Schulverein e.V., Bautzen 2009, S. 28-43
- 20 lět Serbske šulske towarstwo z.t. : 20 Jahre Sorbischer Schulverein e.V. Serbske šulske towarstwo/Sorbischer Schulverein, Bautzen 2010